# 江西航空
江西航空 （英語：Jiangxi Air，IATA：RY，ICAO：CJX）是总部位于江西省南昌市的一家已经开始运营的航空公司。江西航空计划注册资产20亿元人民币，出资方为厦门航空（12亿元人民币，以现金及实物出资）和江西航空投资有限公司（代表江西省政府出资8亿人民币，以现金出资）。厦门航空控股60%，江西航投持股40%。
江西航空于2015年12月开航，以5架波音737机型开始运营。起始运营时飞机，专业人员以及管理人员来自厦门航空南昌分公司。

## 发展历史
- 2014年8月13日，厦门航空与江西省人民政府在南昌签署《合作备忘录》，商定由厦门航空与江西航空投资有限公司共同出资成立江西航空有限公司。江西省副省长胡幼桃和厦航董事长车尚轮代表双方签约。厦门航空将以江西分公司现有办公设施与飞机等资产投资入股，控股江西航空60%的股份。
- 2015年3月，江西航空获得中国民航局筹建许可批复。
- 2015年12月，江西航空获得中国民航局经营许可批复并完成首飞。
- 2016年1月，江西航空正式开始运营。

## 机队

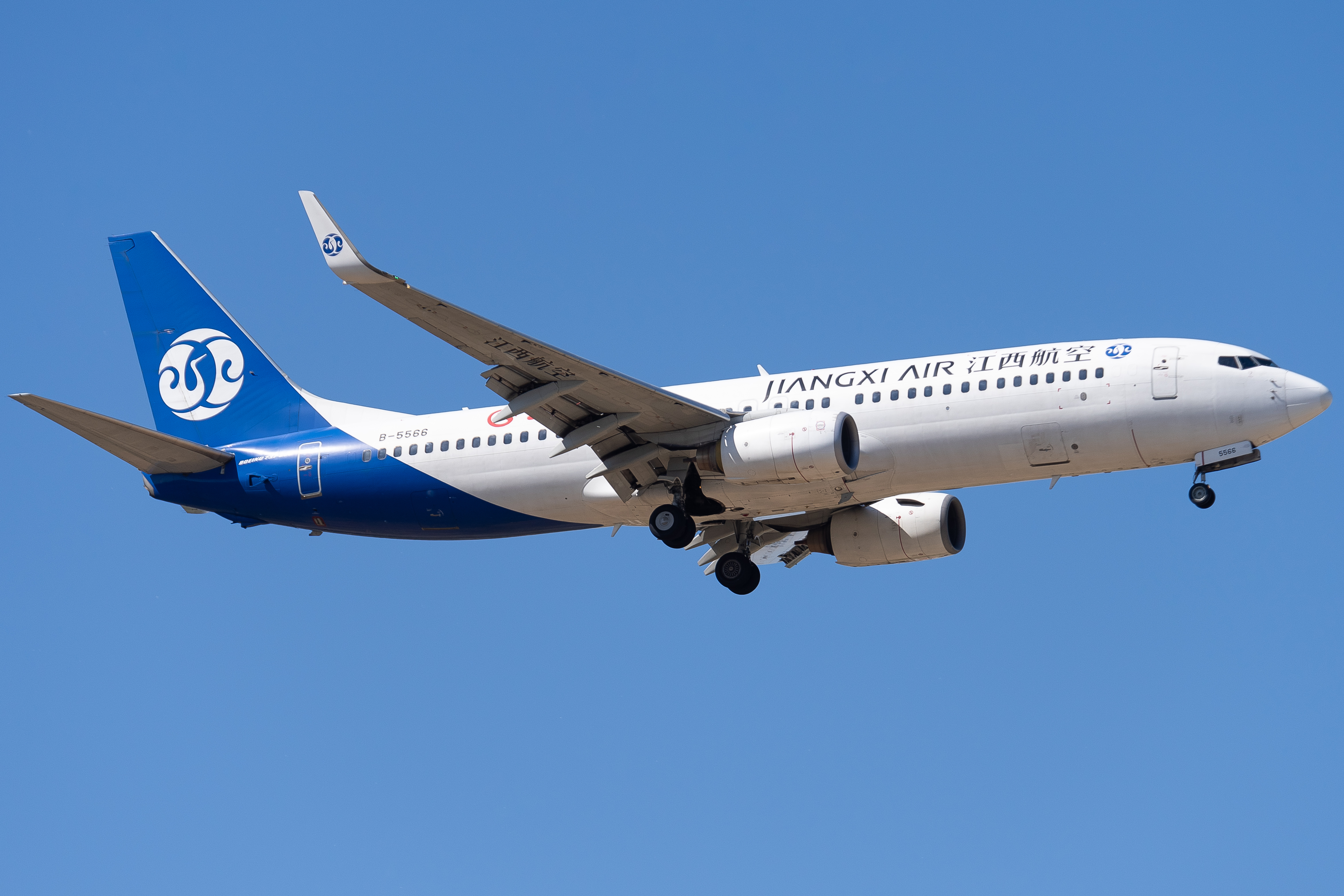
江西航空波音737-800在北京首都机场

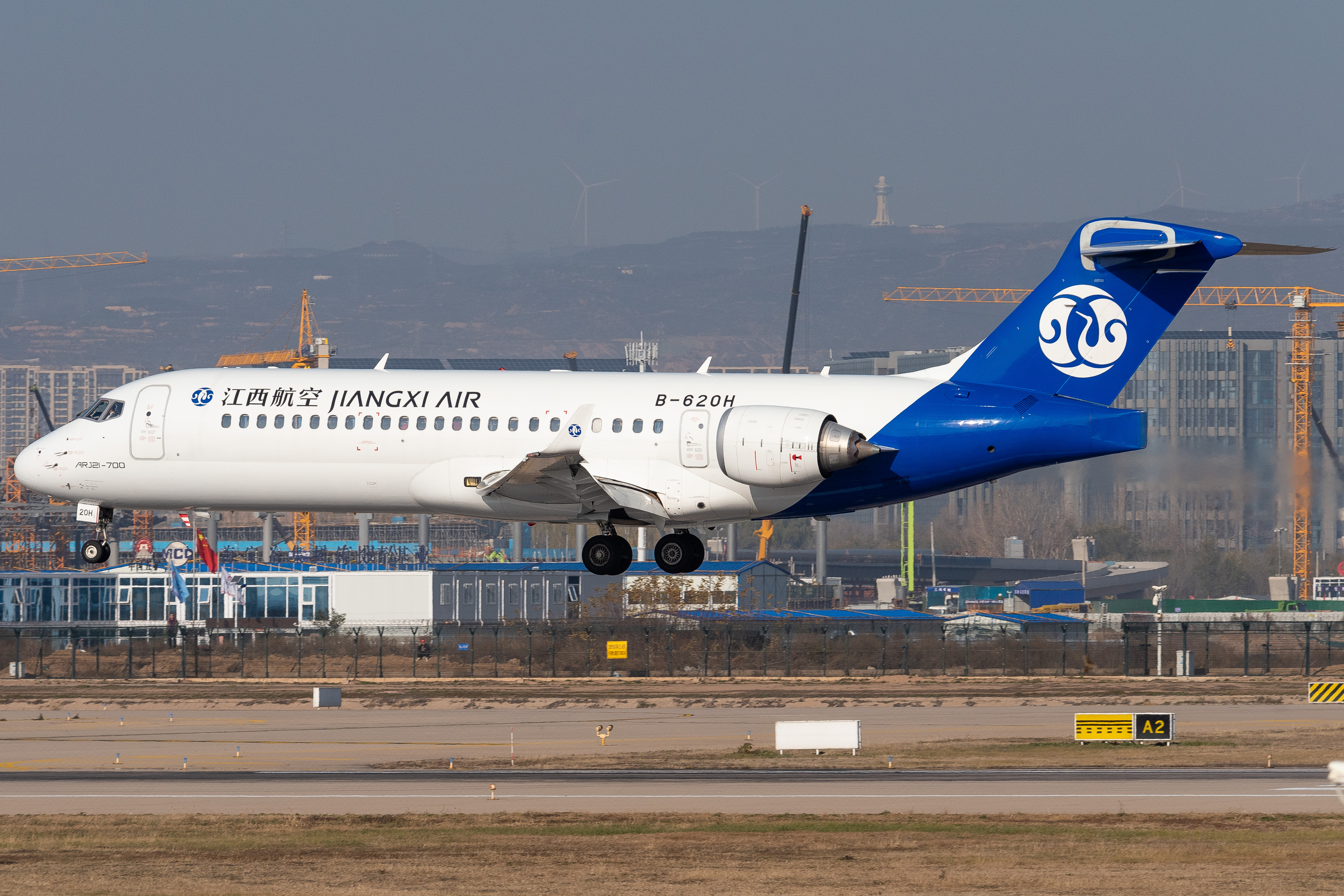
江西航空ARJ21在太原武宿机场

截至2025年1月，江西航空机队拥有以下飞机，平均机龄为7.9年：

## 航点
| 国家 | 省份           | 城市     | 机场                     | 备注                     |
| ---- | -------------- | -------- | ------------------------ | ------------------------ |
| 中国 | 江西           | 南昌     | 南昌昌北国际机场         | 基地                     |
| 中国 | 江西           | 赣州     | 赣州黄金机场             |                          |
| 中国 | 福建           | 厦门     | 厦门高崎国际机场         |                          |
| 中国 | 福建           | 泉州     | 泉州晋江国际机场         |                          |
| 中国 | 北京           | 北京     | 北京大兴国际机场         |                          |
| 中国 | 贵州           | 贵阳     | 贵阳龙洞堡国际机场       |                          |
| 中国 | 海南           | 海口     | 海口美兰国际机场         |                          |
| 中国 | 天津           | 天津     | 天津滨海国际机场         |                          |
| 中国 | 山东           | 济南     | 济南遥墙国际机场         |                          |
| 中国 | 山东           | 青岛     | 青岛胶东国际机场         |                          |
| 中国 | 山东           | 烟台     | 烟台蓬莱国际机场         |                          |
| 中国 | 山西           | 太原     | 太原武宿国际机场         |                          |
| 中国 | 山西           | 临汾     | 临汾尧都机场             |                          |
| 中国 | 河南           | 郑州     | 郑州新郑国际机场         |                          |
| 中国 | 河南           | 洛阳     | 洛阳北郊机场             |                          |
| 中国 | 陕西           | 西安     | 西安咸阳国际机场         |                          |
| 中国 | 宁夏           | 银川     | 银川河东国际机场         |                          |
| 中国 | 内蒙古         | 呼和浩特 | 呼和浩特白塔国际机场     |                          |
| 中国 | 内蒙古         | 鄂尔多斯 | 鄂尔多斯伊金霍洛国际机场 |                          |
| 中国 | 内蒙古         | 海拉尔   | 呼伦贝尔海拉尔机场       |                          |
| 中国 | 内蒙古         | 满洲里   | 满洲里西郊机场           |                          |
| 中国 | 辽宁           | 沈阳     | 沈阳桃仙国际机场         |                          |
| 中国 | 辽宁           | 大连     | 大连周水子国际机场       |                          |
| 中国 | 黑龙江         | 哈尔滨   | 哈尔滨太平国际机场       |                          |
| 中国 | 新疆           | 乌鲁木齐 | 乌鲁木齐天山国际机场     |                          |
| 中国 | 广东           | 深圳     | 深圳宝安国际机场         | RY6656深圳-沈阳          |
| 香港 | 香港           | 香港     | 香港国际机场             | RY8917南昌-香港 每月一班 |
| 韓國 | 濟州特別自治道 | 濟州市   | 濟州國際機場             |                          |